# Agir pour l'environnement
Pour les articles homonymes, voir APE.
Agir pour l’environnement (APE) est une association française de mobilisation citoyenne en faveur de la protection de l’environnement.

## Historique
Agir pour l'Environnement a été fondée en février 1997 par une quinzaine de responsables associatifs. Le lancement de l'association a alors été rendu public par son comité de parrainage, alors présidé par René Dumont et rassemblant des scientifiques comme Théodore Monod, Albert Jacquard, Edgar Morin mais également des personnalités comme Pierre Rabhi ou les dessinateurs Tignous et Cabu.
Par arrêté du 14 décembre 2015, l'association a été agréée au titre de l'article L141-1 du code de l'environnement et en décembre 2016 habilitée au titre de l'article L141-3 du code de l'environnement.
L'association fait partie du Réseau Action Climat.

## Activités
Depuis 2009, l'association organise chaque année Le Jour de la Nuit afin d'attirer l'attention du grand public sur les conséquences de la pollution lumineuse,.
En 2010, Agir pour l'Environnement publie un "contre-bilan" du Grenelle de l'environnement.
En 2022, l'association alerte sur la présence de microplastiques dans les bouteilles d'eau ainsi que sur l'impact de la culture des sapins de Noël. En 2024, elle publie des études sur la pollution générées par les bouteilles en plastique et par l'usure des pneus de voiture.
En 2025, elle attaque devant le Conseil d'État un décret lié à la loi Duplomb encadrant le calendrier de travail de l’Anses en matière de pesticides.